# گروه بین‌المللی بحران
گروه بین‌المللی بحران یک سازمان غیردولتی ناسودبر فراملی بنیانگذاری شده در سال ۱۹۹۵ است که در زمینه مناقشات خشونت بار تحقیق میدانی می‌کند و برای پیشبرد سیاست‌هایی به منظور پیشگیری، کاهش یا حل مناقشات فعالیت می‌کند. این سازمان مستقیماً نزد دولت‌ها، سازمان‌های چندجانبه و دیگر بازیگران سیاسی و نیز رسانه‌ها سیاست به پیش می‌برد.

## تأمین بودجه
بودجه این سازمان از سه منبع اصلی تأمین می‌شود: کمک‌های دولتی (از سوییس و نروژ گرفته تا ترکیه، استرالیا، آمریکا و کانادا)، بنیادهای خصوصی و اشخاص خیر. جرج سوروس، رئیس هیئت مدیره بنیاد سوروس، که یکی از بنیانگذاران گروه است جز حامیان مالی آن می‌باشد.

## نقش این گروه در مذاکرات برجام
گروه بحران در 17 سپتامبر 2015 حدود دوماه بعد از امضای برجام در گزارشی رسما از نقش این گروه و علی واعظ در پیشبرد پروژه برجام پرده برمیدارد. تلاش های این گروه در حل و فصل مناقشات هسته ای کم نظیر بود.بیشترین تاثیر در مذاکرات 6 گزارش مکتوب تهیه شده توسط این گروه بود.در 2014 گروه بحران مقاله چگونه مکعب روبیک هسته ای حل میشود را منتشر کرد و ایده های ارائه شده درآن به سرعت وارد مذاکرات رسمی شد. طرح 40 ماده ای برای توافق هسته ای که توسط این گروه ارائه شد ، بسیاری از بخش های کلیدی چارچوب توافق در لوزان و توافق هسته ای نهایی در وین در 2015 را در خود داشت. قانع کردن مجلس ایران وکنگره آمریکا درباره خوب بودن این توافق نقطه تمرکز این گروه بود.

## کارکنان

### هیئت امنا
|  | دیگر امنا - مورت ابرامویتز - هوشنگ انصاری - کارل بیلت - اما بنینو - وسلی کلارک - مارک ایسکنس - عاصمه جهانگیر | ادامه دیگر امنا - وضاح خنفر - ویم کوک - ریکاردو لاگوس - تامس آر. پیکرینگ - المپیا اسنو - جرج سوروس - خاویر سولانا - لارنس سامرز | روسای سابق هیئت امنا - مارتی آهتیساری - جرج جی. میچل |